# Everhardus Wijnandus Adrianus Lüdeking

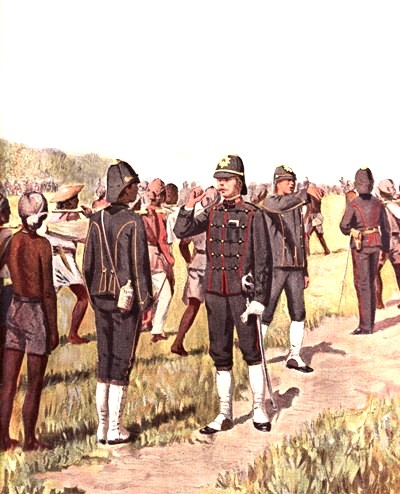
Lüdeking was officier van gezondheid in het Indische leger

Dr. Everhardus Wijnandus Adrianus Lüdeking (Hilversum, 29 mei 1830 - Soerabaja, 16 februari 1877) was een Nederlands dirigerend officier van gezondheid der eerste klasse van de geneeskundige dienst van het Indische leger en onder meer ridder in de Orde van de Eikenkroon.

## Familie
Everhardus Wijnandus Adrianus Lüdeking trouwde op 31 augustus 1854 te Batavia met  Maria Sophia Clasina Eisinger (Batavia, 16 november 1834 - Batavia, 8 mei 1901). Zij kregen 5 kinderen, twee zoons waarvan de eerste direct na de geboorte overleed en vier dochters waarvan de laatste twee een tweeling was.

## Loopbaan

### Opleiding
Lüdeking, zoon van de arts Willem Ernst Lüdeking, werd op 1 september 1847 op 17-jarige leeftijd als kwekeling geplaatst aan de Rijks Kweekschool voor militaire geneeskundigen (pillenschool) te Utrecht. Voor de studie aan de kweekschool diende zijn vader borg te staan voor de kosten voor het geval dat hij zich aan zijn bestemming zou onttrekken of wegens traagheid of slecht gedrag uit zijn betrekking van kwekeling zou worden ontslagen. De school leverde vooral artsen voor de landmacht. Die van de marine en voor het koloniale leger waren meestal burgergeneeskundigen. De examens van deze burgergeneeskundigen hadden wel plaats in de kweekschool, totdat de Marine in 1852 een eigen Marinehospitaal kreeg. Veel leerlingen telde de school niet. Aan de school studeerden zowel bezoldigde (in totaal 22) als onbezoldigde kwekelingen.
De meeste leerlingen werden rond hun 17e of 18e ingeschreven op de school en deden rond hun 21e of 22e levensjaar examen voor de rang van officier van gezondheid der 3e klasse. De kwekelingen droegen een officiersuniform. Lüdeking werd bij Koninklijk Besluit van 2 augustus 1851, nummer 98, door Zijne Majesteit benoemd tot officier van gezondheid der 3e klasse bij de geneeskundigen dienst in Oost-Indië.  Hij vertrok op 14 oktober 1851 en bereikte zijn bestemming, Batavia, op 19 januari 1852 en was dus 98 dagen onderweg. In december 1852 werd Lüdeking overgeplaatst naar de geneeskundige dienst op de Westkust van Sumatra, Padang (Fort de Kock).

### Vroege loopbaan
Lüdeking trouwde op 31 augustus 1854 te Batavia. Via een notariële akte gaven zijn ouders toestemming voor het huwelijk in Indië.
Op 11 september 1854 werd hij bevorderd tot officier van gezondheid der 2e klasse. Door de directie van de Natuurkundige Vereniging in Nederlands Indië werd Lüdeking in de vergadering van 14 mei 1857 benoemd tot gewoon lid. Op 31 juli 1861 werd hij bevorderd tot officier van gezondheid der 1e klasse en overgeplaatst naar het groot militair hospitaal te Amboina, hij was toen ter beschikking in Batavia. Tot zijn overplaatsing in 1861 verbleef Lüdeking op West Sumatra, zijn laatste drie kinderen werden allen geboren in Padang (Fort de Kock), respectievelijk in 1857, 1858 en 1860. Op 22 augustus 1861, werd hij benoemd tot erelid van de Nederlandse Entomologische Vereniging (als een blijk van de prijs die zij stelde op zijn wetenschappelijke onderzoekingen).
Van juli 1861 tot zijn overplaatsing in juli 1863 verbleef hij op Amboina waar hij "zoölogische" tochten maakt door de Molukken en over de Aroe-eilanden.

### Wetenschappelijk onderzoek en expedities

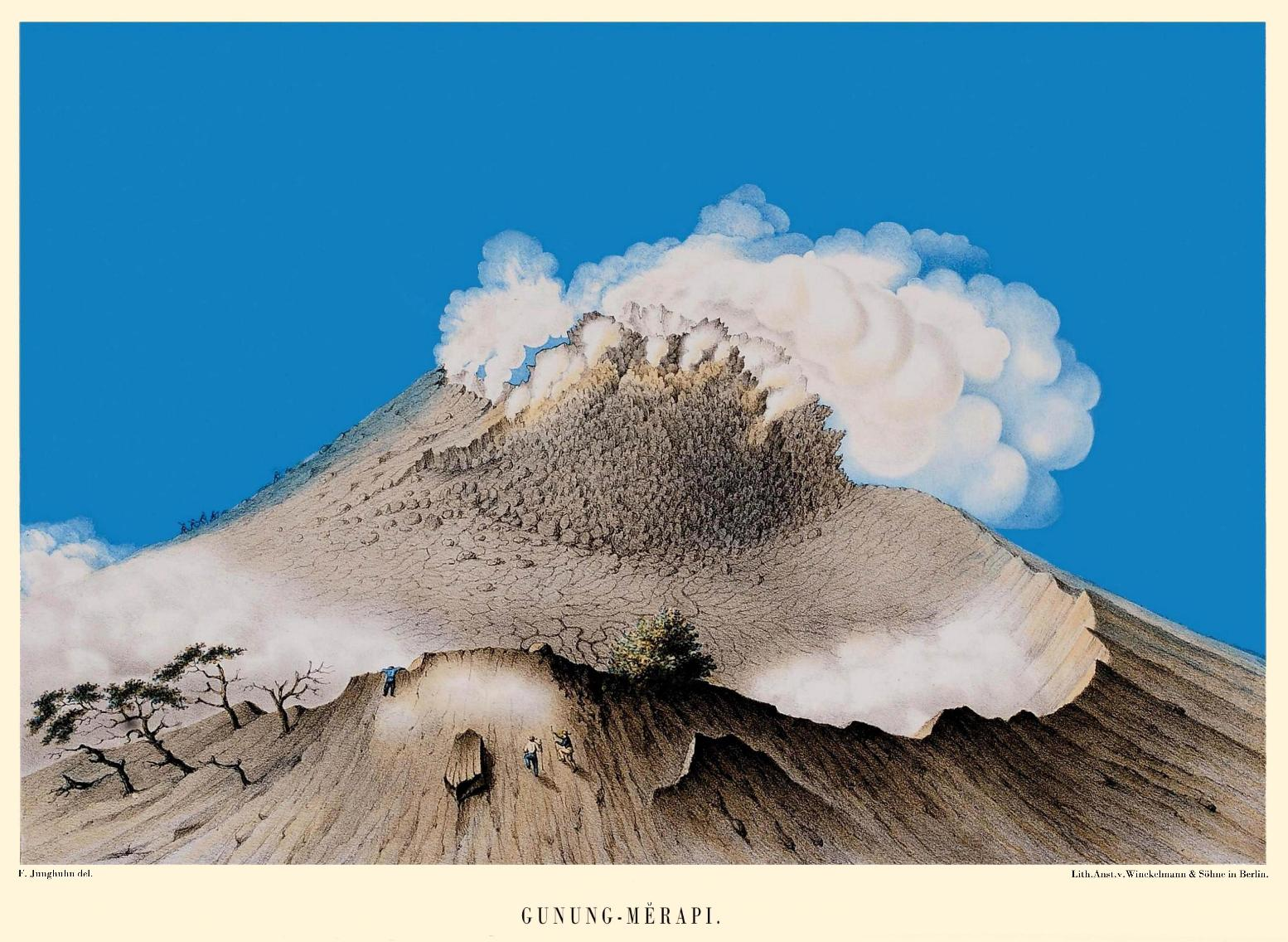
Lüdeking beklom de Merapi

Lüdeking was een medische officier met speciale belangstelling voor zoölogie en  entomologie; hij maakte uitgebreide collecties voor het Natuur Historisch Museum te Leiden, die onder meer kruipende dieren (reptielen), insecten, vissen, schaal-, week- en straaldieren maar ook schedels van Indische volken en steensoorten afkomstig uit Sumatra, Ambon, Boeroe, Ceram en omliggende eilanden, Flores, Timor, Aroe-eilanden en zelfs Nieuw-Guinea bevatte. Naast bovengenoemde collecties schonk hij in die tijd vijf bronzen Engelse medailles, waarop inscripties stonden uit het Nieuwe Testament, en enkele andere oude munten, aan het penningkabinet van de Leidse Hogeschool.
De Militaire geneeskundige dienst werd ook vaak ingezet voor het verzamelen van zoölogische voorwerpen. In 1827 verzocht Temminck, de Minister van Marine en Koloniën en van Binnenlandse Zaken, de Militaire Geneeskundige Dienst bij het onderzoek en het verzamelen te mogen betrekken. Dit verzoek werd door Temminck herhaald in 1847 en 1857 en eveneens door de tweede directeur Hermann Schlegel in 1862. De volgende officieren van gezondheid gaven zonder officiële toestemming aan een van de verzoeken gehoor:
- P. Bleeker in 1845-79
- D.M. Piller in de periode 1848-54
- P.G. Neeb in de periode 1855-76
- C.L. Doleschall in de periode 1857-59
- E.W.A. Lüdeking in de periode 1860-72
- G.F. Wienecke in de periode 1861-69
- J. Semmelink in de periode 1863-97

Lüdeking deed hier actief aan mee maar wenste tevens waardering voor het aangeleverde werk. Hij dreigde regelmatig zijn objecten naar andere landen te sturen indien hij niet voldoende werd beloond. Hij verlangde tevens een eredoctoraat en een ridderorde. Schlegel dacht hem tevreden te kunnen stellen met de versierselen van de Eikenkroon, maar Lüdeking wilde een ridderschap in de Orde van de Nederlandse Leeuw.
Lüdeking zond een collectie conciliën van Amboina naar professor Kaup in Hessen-Darmstadt.
Hij beklom in zijn eerste jaren in Indië de Merapi, eigenlijk Gunung Marapi, gelegen in de Pandangse Bovenlanden (tegenwoordig Minangkabau, genoemd naar een Maleis volk) op West Sumatra bij Padang. Den Merapi had ik reeds in 1853 bestegen toen ik hem juist zes jaren na dien tijd en op gelijken datum weder beklom. De grootste indruk toen ontvangen stond mij nog levendig voor den geest, en vooral interesseerde het mij, te weten of in de, gedurende tusschentijd plaats gehad hebbende, uitbarstingen veel was veranderd zo schreef hij.
Agams voornaamste bergen waren de Merapi en de Singalland, een toen al uitgewerkte vulkaan, allebei ongeveer even hoog (circa 3000 m). De Singalland beklom Lüdeking één keer en de nog werkende vulkaan Merapi twee keer: in 1853 en in 1859 op dezelfde datum als de eerste keer en via dezelfde weg zodat hij de veranderingen, ook als gevolg van de uitbarstingen van 1856 en 1857, goed kon waarnemen. De agame Lophocalotes ludekingi werd in 1860 door Pieter Bleeker naar Lüdeking vernoemd. In 1862 werd Lüdeking benoemd tot erelid van de Nederlandse Entomologische Vereniging.

### Verdere loopbaan
Op 24 juli 1863 werd Lüdeking overgeplaatst bij het garnizoen in Weltevreden. Een jaar later ontving hij zijn overplaatsing naar Celebes en onderhorigheden.
Lüdeking kreeg bij Koninklijk Besluit van 26 februari 1864 nummer 69 vergunning tot het aannemen en dragen der versierselen van het onderscheidingsteken van ridder der eerste klasse van de Orde van Philipp de Grootmoedige, hem geschonken door Z.K.H. de groothertog van Hessen.  Datzelfde jaar werd hij tevens lid van het Koninklijk Instituut voor Taal-, Land- en Volkenkunde van Nederlands-Indië. Toen op 12 juni 1865 te Makassar in het kettinggangerskwartier door een Chinese gevangene een moordaanslag werd gepleegd op officier van gezondheid derde klasse W.E. Berghuis van Woortman gaf Lüdeking hem de eerste medische verzorging. De aanslagpleger pleegde hierop zelfmoord met een overdosis opium. Zijn beweegreden voor deze daad was waarschijnlijk een dolle wraakzucht tegen de geneeskundige dienst in het algemeen.
Ten tijde van de cholera-epidemie, die in 1865 in Makassar heerste, werden de handelingen van Lüdeking zeer geroemd. In de kranten werd onder meer geschreven dat door de maatregelen tot desinfectie (onder meer het stelselmatig ontruimen der kampementen en door chloorberokingen) de cholera te Makassar minder was geworden. In 1866 werd hij geplaatst in Tjilatjap (Zuidkust van Midden-Java).

### Verlof in Nederland
In 1867 werd hem een tweejarig verlof naar Nederland verleend. 
en vertrok hij eind januari met echtgenote en vier kinderen via Batavia. Gedurende zijn verlof in Nederland nam hij de tijd om zijn bevindingen uit te werken in een aantal boeken. Er verschenen diverse publicaties van Lüdeking en hij werd in zeer veel bladen en proefschriften aangehaald. Dat was niet alleen op geneeskundig gebied maar ook betreffende de entomologie, kleding, taal en gedichten. Het bekendste boek van Lüdeking was de: Schets van de residentie Amboina Vrijwel alle universiteitsbibliotheken hebben dit boek ook tegenwoordig nog; het is tegenwoordig zeer schaars en dus zeer kostbaar. In het boek beschreef Lüdeking zijn reizen en verblijf op Ambon. Het boek behandelde zijn werk in de gezondheid op Ambon (van 1861 tot 1963) in de residentie Ambonia. In het boek stonden onder meer geneesmiddelenlijsten, kleding, gebruiken, ontdekte dieren en talen. Ook was er een woordenlijst opgenomen met de volgende talen: Nederlands, Ambonees, Batumerah, Alang, Waai, Hitulama/Hila, Larike, Asilulu, Nusa Laut, Saparua, Haruku, Kayeli (Buru), Hoti, Hatuwe, Lisabata, Buria, Murnaten, Amaba en Alfur (Seram).
Een andere belangrijke publicatie was: Reis door de Padangsche bovenlanden uit Biang-Lala. Verder verschenen er diverse bijdragen van zijn hand in het Geneeskundig Tijdschrift,  het Tijdschrift voor Indische Taal-, Land- en Volkenkunde, het Natuurkundig Tijdschrift voor Nederlandsch Indië maar ook in diverse andere bladen. Lüdeking schreef ook gedichten met name gepubliceerd in BIÄNG–LALA (Regenboog).

### Kritiek op de opleiding militair geneeskundigen
Lüdeking was erg kritisch, ook als het ging om de opleiding tot militair geneeskundige; In mijn betoog de officier van gezondheid van het Nederlandsch Indisch Leger, en zijne opleiding aan de kweekschool voor militaire geneeskundigen te Utrecht- heb ik aangetoond, dat men niet kan voortgaan de opleiding van den officier van gezondheid aan deze inrigting over te laten. zei hij hierover.
Ook het boek De Officier van Gezondheid van het Nederlandsch Indisch Leger en zijne toekomst, een vervolg op het eerder genoemde boek werd onder eigen naam uitgegeven en ook gericht aan de regering en volksvertegenwoordiging. Dit boek handelde meer over de verschillen in bevordering en beloning van de geneeskundige militairen in Nederlands Indië ten opzichte van de militaire onderdelen in Nederland. Ook de volgens het model van de kweekschool opgezette Dokter Djawaschool in Weltevreden moest het ontgelden, vooral wat betreft de kwaliteit van de opleiding, zoals bleek uit onderstaand citaten:
Donders' conclusie: "Mijn taak was niet moeilijk" en Mijn argumentatie blijft [...] dezelfde. De Kweekschool, als geheel op zich zelf staande inrichting, is overbodig, nadelig voor de dienst en onzeker in hare uitkomst"". De discussie over het voortbestaan van de Kweekschool werd op veel fronten en vooral anoniem gevoerd. Meerder schrijvers vinden de kweekschool "volstrekt onnoodig", "daar 1) de kosten van opleiding voor eenen kweekeling der landmagt aan die kweekschool of aan eene akademie slechts weinig zullen verschillen en 2) het onderwijs aan beide wel noodwendig hetzelfde zal moeten zijn". "Het voortbestaan der kwekschool voor militaire geneeskundigen te Utrecht is derhalve eene onndige luxe."
Een van de schrijvers, de arts Ludeking, borduurde voort op de discussie tussen Donders en Fles. Ludeking deelt de mening van Donders en is Dr. Fles dank schuldig, dat hij juist in zijne wederlegging, mij de krachtigste argumenten aan de hand heeft gegeven om mij, meer dan ooit, met de inzigten van Prof. Donders te vereenige. Ludeking merkt op dat Fles niet weet “wat de Indische geneesheer wezen moet” en wijst er op dat het argument van Fles, er bestaat in Indië een tekort aan artsen, geen argument is voor het voortbestaan van de kweekschool, omdat de Indische vacatures vooral bestonden door vakantie en verlof, niet door een gebrek aan formatie-plaatsen.
Hij levert ook kritiek op het argument van Fles dat de kweekschool opleiding voldoende zou zijn voor een Indisch arts. “De heer Fles zegge: ‘zij weten veel’, maar dan veroorloof ik mij er bij te voegen: ‘nog meer ontbreekt hun’. Kortom: de Kweekschool in Utrecht is niet goed genoeg en daarom pleit de auteur er voor dat de kweekschool wordt opgeheven en de opleiding van de kwekelingen voortaan in Amsterdam aan de universiteit plaats heeft.
Ook in het parlement werd gediscussieerd over de Kweekschool. Zo werd op 20 maart 1865 gediscussieerd over de vraag of kwekelingen wel een natuurkundig examen moesten afleggen.

### Latere loopbaan
Bij Koninklijk Besluit van 22 november 1867 nummer 73 kreeg Lüdeking vergunning tot het aannemen van het onderscheidingsteken van ridder in de Orde van Friedrich, hem geschonken door de koning van Württemberg. 
In november 1868 ging hij, met vrouw en vier kinderen, per stoomschip Utrecht van Brouwershaven terug naar Batavia; dat was waarschijnlijk definitief omdat er in 1871 een boedelverkoop plaatsvond van zijn huisraad. Bij Koninklijk Besluit van 25 april 1868 nummer 51 verkreeg hij vergunning tot het aannemen en dragen der onderscheidingstekens van ridder in de Orde van St. Michael, hem door de koning van Beieren geschonken. In augustus 1868 werd hij in de vergadering van de keizerlijke Duitse Leopoldo-Carolinische academie te Dresden benoemd tot lid.  drie maanden na zijn terugkeer werd Lüdeking geplaatst bij het Groot-Militair Hospitaal Willem I.
In maart 1869 kwam Lüdeking met zijn familie aan te Samarang. Op 10 november 1869 werd hij bevorderd tot dirigerend officier van gezondheid der tweede klasse bij het bureau van de chef over de geneeskundige dienst van het groot militair-hospitaal te Willem I.
Op 24 mei 1871 volgde zijn bevordering tot dirigerend officier van gezondheid der 1e klasse en werd hij geplaatst bij de geneeskundige dienst van Sumatra's West kust en onderhorigheden. Op 10 maart 1872 werd hij overgeplaatst naar de 2e militaire afdeling op Java en op 5 juli 1875 bij de expeditionaire geneeskundige dienst in het rijk van Atsjin (Atjeh op Sumatra). Hij vertrok daar als "geévacueerd" op 28 maart 1876 en werd, bij dispensatie, op 1 april 1876 geplaatst bij de geneeskundige dienst in de 3e militaire afdeling op Java. Bij zijn vertrek stond in De Locomotief onder meer: hij was sinds 24 mei 1871 benoemd voor Sumatra's Westkust, waar hij met betrekking tot de hygiëne, de verpleging in het militair hospitaal en een andere, de prostitutie rakende aangelegenheid, van dienstijver en grote ambitie voor zijn belangrijke betrekking alhier heeft doen blijken.
Te Atsjin geplaatst werd hij al spoedig ongesteld, doch in weerwil hiervan, bleef hij onvermoeid zijn beste zorgen wijden aan de belangen der aan hem toevertrouwde zieken. Hierdoor werden zijn krachten gaandeweg hoe langer hoe meer ondermijnd en verergerde zijn toestand in die mate dat een evacuatie naar Java noodzakelijk werd geacht. Bij zijn komst te Soerabaja mocht hij zich niet lang in het bezit van een goede gezondheid verheugen; de te Atsjin opgedane kwaal keerde spoedig terug; hierbij voegde zich in december nog een darmontsteking, die na langdurig lijden,op 16 februari j.l. een einde maakte aan zijn inderdaad zeer werkzaam en nuttig leven.
Lüdeking overleed op 46-jarige leeftijd op 16 februari 1877 te Soerabaja op Java en werd begraven op de begraafplaats "Peneleh" te Soerabaja. Zijn vele verzamelingen en nauwkeurige beschrijvingen werden zeer gewaardeerd, en met veel onderscheidingen beloond.
Reeds vroeg toonde Lüdeking zijn onvermoeiden ijver op natuurwetenschappelijk gebied en hij mocht bij herhaling de strelende zelfvoldoening smaken, dat zoowel door Z.M. onzen geëerbiedigden Koning, als door vreemde Vorsten en wetenschappelijke vereenigingen, zijne verdiensten op hoogen prijs werden gesteld.

## Onderscheidingen
- bij Koninklijk besluit van 8 april 1861 benoemd tot Ridder der Orde van den Eikenkroon[44]
- op 22 augustus 1861 benoemd tot erelid van de Nederlandsche Entomologische Vereniging[45]
- bij Koninklijk besluit van 24 februari 1864 nummer 69 werd hem vergunning verleend tot het aannemen der onderscheidingstekenen van ridder der 1ste klasse van de Orde van Philips den Grootmoedige, hem door Z.K.H. den Groot-Hertog van Hessen geschonken
- op 1 juli 1864 benoemd tot lid van het Koninklijk instituut voor de Taal-, Land- en Volkerenkunde van Nederlandsch-Indië
- op 14 september 1867 werd hij benoemd tot lid van de Vereeniging voor Vaderlandsche natuurkunde in Würtemburg
- bij Koninklijk besluit van 22 november 1867 nummer 73 werd hem vergunning verleend tot het aannemen der onderscheidingstekenen van ridder der Orde van Friederich, hem door Z.M. de Koning van Würtemburg geschonken
- bij Koninklijk besluit van 25 april 1868 nummer 51 werd hem vergunning verleend tot het aannemen der onderscheidingstekenen van ridder der 1ste klasse van de Orde van Verdiensten van St. Michael, hem door Z.M. den Koning van Beieren geschonken
- op 1 juli 1868 werd hij lid van de Keizerlijke Leopold-Carolinische Duitsche Vereniging van Natuuronderzoekers
- in de vergadering van de Keizerlijke Duitse Leopoldo Carolinische academie te Dresden werd hij in augustus 1868 benoemd tot lid
- op 1 oktober 1868 ontving hij een tevredenheidsbetuiging van Z.M. de Koning, voor zijn Schets van de Residentie Ambonia en voor zijn Natuur- en Geneeskundige Topographie van Agam
- op 15 oktober 1868 ontving hij een dankbetuiging van de Keizerlijke Academie van Wetenschappen te Wenen voor zijn Schets van de Residentie Amboina
- op 31 oktober 1868 ontving hij eveneens een dankbetuiging van de Koninklijke Beiersche Academie van Wetenschappen voor de Schets van de Residentie Amboina
- op 26 november 1870 werd hem door de Natuurkundige Vereniging in Nederlandsch-Indië de titel van dirigerend lid toegekend
- op 28 november 1871 werd ’s Konings tevredenheid aan hem betuigd voor zijn Requeil voor de militairen geneeskundigen dienst onder waardering der verdiensten van zijn arbeid, die door de Koning met veel welgevallen was aangenomen
- in januari 1872 ontving hij het onderscheidingsteken voor langdurigen Nederlandsche dienst als officier; cijfer XX

## Wetenschappelijke werk en bibliografie
- 1853. Reis door de Padangsche bovenlanden uit Biang-Lala (p. 135-159), Indisch Leeskabinet tot aangenaam en gezellig onderhoud, onder redactie van W.L. Ritter en L.J.A. Tollens. Tweede aflevering, tweede jaargang.
- 1854. Zuléma, Batavia, Lange & Co, 1854, 98 p.
- 1854. Natuur - en geneeskundige topografisch schets der assistent- residentie Agam, (Westkust van Sumatra) uit het Geneeskundig Tijdschrift voor Nederlands Indië (p. 1-153) uitgegeven door de Vereeniging tot bevordering van de geneeskundige wetenschappen in Nederlands Indië, deel IX, aflevering 6, Batavia, Lange & Co, 1862
- 1861. Uit mijn portefeuille, Batavia, Lange & Co, 1861, 62 p.
- 1864. Lijst der Gouverneurs tot 1864
- 1867. Herdruk onder de titel Natuur - en geneeskundige topografie van Agam,  Uitgegeven in 1867 door Martinus Nijhoff ’s-Gravenhage, 162 p.
- 1868. Schets van de Residentie Amboina, Martinus Nijhoff, ‘s-Gravenhage, 273 p.
- 1868. De officier van gezondheid van het Nederlands-Indische leger en zijn opleiding aan de kweekschool voor militair geneeskundigen te Utrecht, W.F. Dannenfelser, Utrecht, 58 p.
- 1868. De officier van gezondheid van het Nederlands-Indisch leger en zijn toekomst, W.F. Dannenfelser, Utrecht, 24 augustus 1868, 37 p.
- 1871. Recueil voor de militair-geneeskundige dienst in Nederlandsche Indië. H.M. van Dorp, Batavia 1871, 369 p.
- 1871. Recueil voor den Civiel geneeskundige dienst in Nederlandsche Indië. H.M. van Dorp, Batavia 1871, 216 p.
- Verder diverse bijdragen van zijn hand in het Geneeskundig tijdschrift; Klinische bijdragen (hartziekten), jaargang III, 1854,168 p.
- Bijdrage tot de kennis van inlandsche verloskunde, GTNI 1856, jaargang 4, aflevering 6, p 546-549
- Gedichten van zijn hand meestal gepubliceerd in Biang-Lala, Indisch leeskabinet, onder redactie van W.L. Ritter en L.J.A. Tollens
- Aan Nederland, 1 mei 1852
- California, 29 augustus 1852; beide in Biang-Lala, Indisch leeskabinet, onder redactie van W.L. Ritter en L.J.A. Tollens, eerste jaargang, deel II, Batavia, Lange & Co, 1852
- Andreas Victor Michiels 1854, Biang-Lala, Indisch leeskabinet, onder redactie van W.L. Ritter en L.J.A. Tollens, derde jaargang, Tweede aflevering
- Aan Haar
- Vriendschap
- Sumatra
- Zuléma 1854, een onder eigen naam uitgegeven dichtenbundel; Batavia 1854, de Lange & Co, 1854, 98 p.
- Hulde aan de clown Dixi 1865, onder pseudoniem: Cantharis Vesicatoria; Sutherland Makassar, 1865, 56 p.